# Карибу (планина)
Карибу (на английски: Cariboo Mountains) е планински масив във Вътрешния пояс на Северноамериканските Кордилери, в системата на колумбийските планини, разположен на територията на Канада, провинция Британска Колумбия. Простира се покрай левия бряг на горното течение на река Фрейзър на протежение от 237 km, ширина до 100 km, площ 16 333 km². На запад граничи с планинския масив Шусуап, а на юг долината на река Северна Томсън го отделя от масива Монаши. Максималната височина е връх Сър Уилърд Лорие (3516 m). Изграден е от докамбрийски кристалинни скали и частично от миоценови базалти и андезити. Западните му склонове са силно разчленени от дълбоки трогови долини. Най-високите части са заети от малки ледници. Покрит е с редки иглолистни гори, а над 2000 m н.в. – от алпийски пасища. В южната част на масива е разположен провинциалният парк „Уелс Грей“.